# ティム・コルネリッセ
ティム・コルネリッセ（Tim Cornelisse, 1978年4月3日 - ）は、オランダ・アルクマール出身のサッカー選手。ポジションはディフェンダー。実兄のユリ・コルネリッセも元サッカー選手。

## タイトル
FCユトレヒト
- ヨハン・クライフ・シャール : 2004

 FCトゥウェンテ
- ヨハン・クライフ・シャール :2011

 ヴィレムII
- エールステ・ディヴィジ : 2013-14